# Slunéčko dvaadvacetitečné
Slunéčko dvaadvacetitečné (Psyllobora vigintiduopunctata) je druh brouka z čeledi slunéčkovití. Hemolymfa tohoto druhu obsahuje dimerní alkaloid psylloborin A odvozený ze dvou azafenalenových jednotek.

## Popis
Délka těla slunéčka dvaadvacetitečného se pohybuje v rozmezí 3–4,5 mm. Krovky jsou jasně žluté s 22 černými skvrnami. Pronotum je světle žluté s 5 černými skvrnami uspořádaných do tvaru písmene M. Nohy jsou žlutohnědé. Larva je žlutá s černohnědou hlavou a nohama a s černými hrbolky. Kukla je rovněž žlutá s černými skvrnami na hrudi a zadečku.

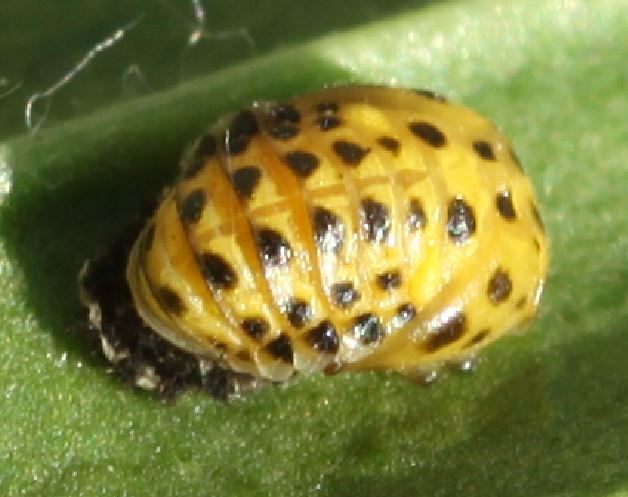
Kukla
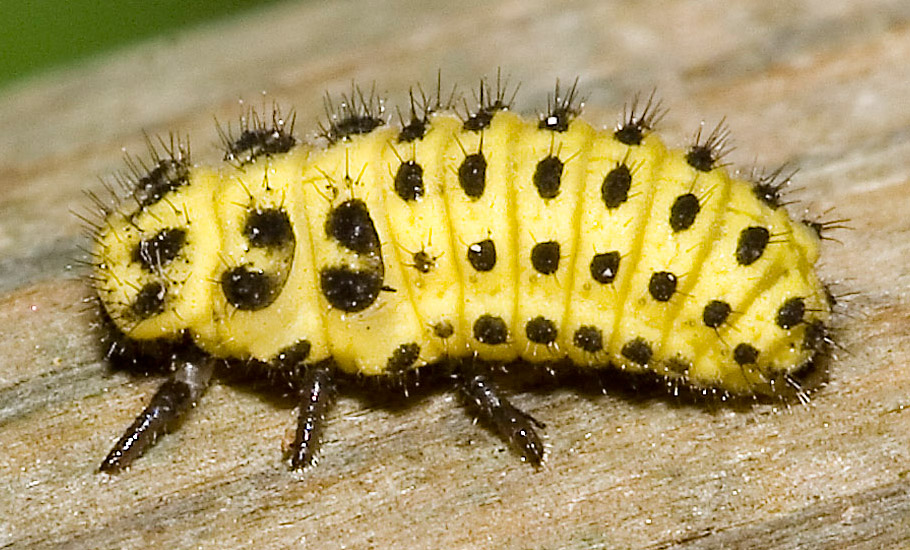
Larva

## Rozšíření
Slunéčko dvaadvacetitečné je rozšířeno v Palearktické oblasti, ve střední Evropě je hojné. Jeho výskyt zasahuje na severu po tundru a na jihu až po oázy. Preferuje lesy, pastviny a zahrady.

## Potrava
Slunéčko dvaadvacetitečné se živí padlím, a to jak na bylinách, tak i na keřích.